# 7730 Sergerasimov
7730 Sergerasimov è un asteroide della fascia principale del diametro medio di circa 15,83 km. Scoperto nel 1978, presenta un'orbita caratterizzata da un semiasse maggiore pari a 2,8475380 UA e da un'eccentricità di 0,2872850, inclinata di 7,96804° rispetto all'eclittica.